# Родина Терещенків (срібна монета)
«Роди́на Тере́щенків» — срібна пам'ятна монета номіналом 10 гривень, випущена Національним банком України, присвячена видатному українському роду Терещенків, який походить зі славного міста українського козацтва Глухова і залишив глибокий слід в історії України. Терещенки незмінно дотримувалися девізу на своєму родовому гербі — «Прагнення до суспільної користі», були відомими підприємцями і меценатами.
Монету введено в обіг 25 липня 2008 року. Вона належить до серії «Славетні роди України».

## Опис монети та характеристики
| Номінал грн. | Метал            | Маса, г      | Діаметр, мм | Якість виготовлення | Гурт     | Тираж, штук |
| ------------ | ---------------- | ------------ | ----------- | ------------------- | -------- | ----------- |
| 10           | срібло 925 проби | 31,1 / 33,62 | 38,61       | пруф                | рифлений | 7 000       |

### Аверс
На аверсі монети вгорі розміщено малий Державний Герб України, напис півколом «НАЦІОНАЛЬНИЙ БАНК УКРАЇНИ», під яким — позначення металу, його проби — Ag 925, вага в чистоті — 31,1 (праворуч), логотип Монетного двору (ліворуч); у центрі монети зображено вензель з ініціалами Миколи Терещенка, унизу номінал монети та рік її карбування — «10 ГРИВЕНЬ/2008».

### Реверс

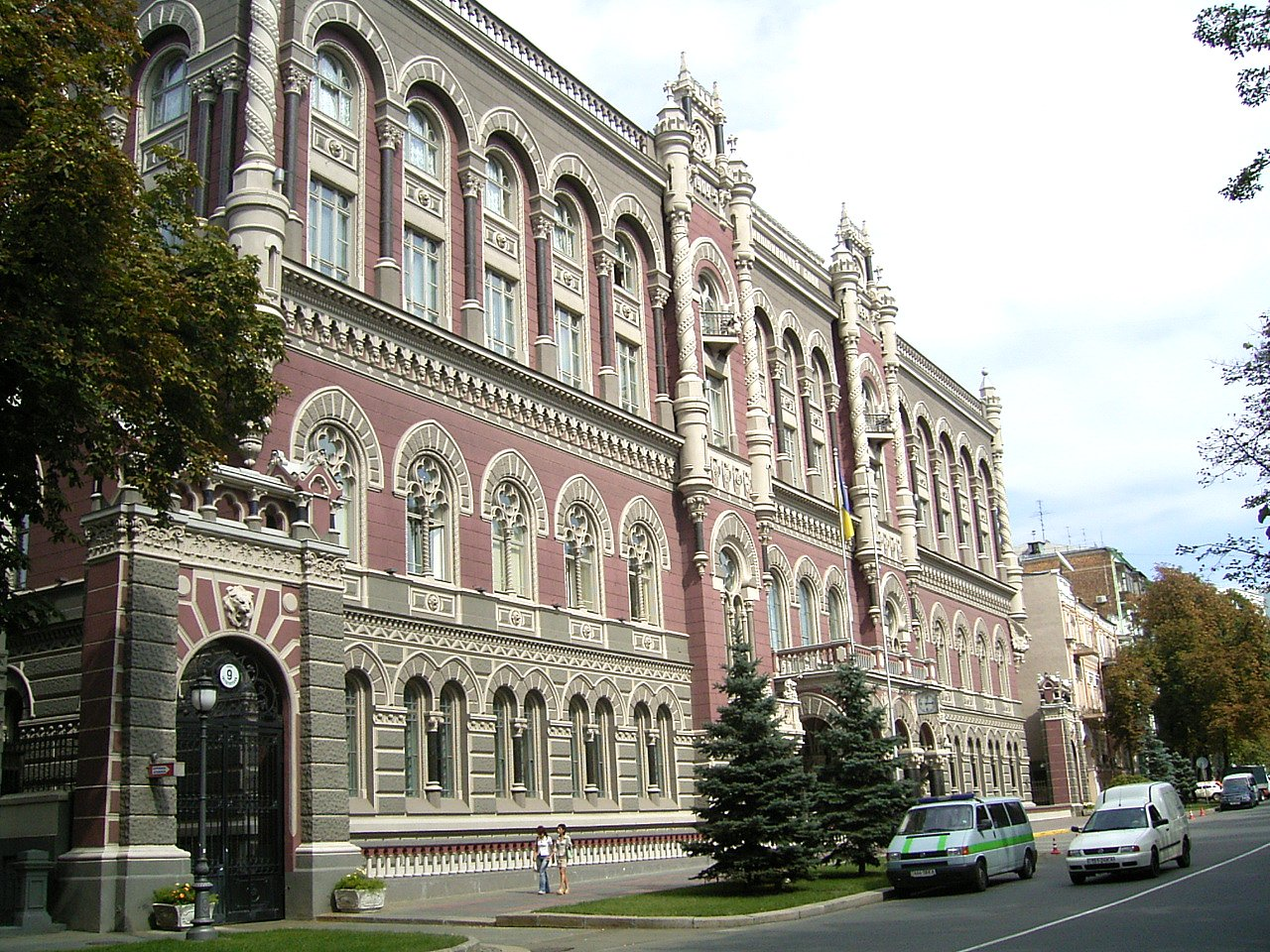
Будівля Національного банку України

На реверсі монети на тлі символічних атрибутів, що свідчать про діяльність представників роду Терещенків, зображено портрети таких його яскравих особистостей, як: Артемій, Микола, Варвара та Федір, праворуч — герб роду і напис «РОДИНА/ТЕРЕЩЕНКІВ».

## Автори
- Художник — Іваненко Святослав.
- Скульптор — Іваненко Святослав.

## Вартість монети
Ціна монети — 493 гривні була вказана на сайті Національного банку України в 2011 році.
Фактична приблизна вартість монети, з роками змінювалася так:
| Рік        | 2010 | 2011 | 2012 | 2013 | 2014 | 2015 | 2016 | 2017 | 2018 | 2019 | 2020 | 2021  | 2022  | 2023  | 2024  | 2025  |
| ---------- | ---- | ---- | ---- | ---- | ---- | ---- | ---- | ---- | ---- | ---- | ---- | ----- | ----- | ----- | ----- | ----- |
| Ціна, грн. | 370  | 420  | 550  | 500  | 370  | 590  | 600  | 720  | 710  | 690  | 630  | 1 100 | 1 220 | 1 450 | 2 000 | 2 300 |